# 张建津
张建津（1956年10月—），男，高级经济师，研究生学历。曾任中共天津市委委员，天津市医药集团有限公司董事长（厅局级）。2015年8月21日，因涉嫌严重违纪违法，接受组织调查。

## 履历
1974年9月，就职于天津市力生制药厂，历任厂团支部书记、党支部书记、厂革委会副主任。1981年8月，张建津调任天津市医药管理局团委书记、经营处处长。1992年10月，张建津调任天津市医药工业销售公司经理、党总支书记。1994年11月，张建津调任天津市医药管理局副局长兼药材集团公司总经理。
1996年5月至2000年5月，张建津先后任天津市医药总公司、天津市医药集团有限公司副总经理。
2000年5月，张建津升任天津市食品药品监督管理局党组书记、局长。
2006年9月起，张建津调任天津市医药集团有限公司董事长、总经理、党委副书记。
2015年8月，张建津因涉嫌违纪违法，被天津市纪委调查。10月，天津市政府决定免去张建津天津市医药集团有限公司董事长职务。

## “四风”典型
2015年12月，天津市纪委公布张建津违纪违法细节，将其作为“四风”问题典型案例。